# كولن كلارك (سياسي)
كولن كلارك (بالإنجليزية: Colin Clark)‏ هو فلاح وسياسي بريطاني، ولد في 12 فبراير 1968 في أبردين في المملكة المتحدة. نشط حزبياً في حزب المحافظين. في الانتخابات التشريعية البريطانية 2017، انتخب عضو برلمان المملكة المتحدة الـ57 عن دائرة غوردون وقد انضم خلال فترته النيابية ‏ (8 يونيو 2017 – ) للكتلة البرلمانية حزب المحافظين.

## وصلات خارجية
- الموقع الرسمي